# 紅葉丘
紅葉丘（もみじがおか）は、東京都府中市の町名である。現行行政地名はで紅葉丘一丁目から紅葉丘三丁目。郵便番号は183-0004（武蔵府中郵便局管区）。全域が府中市紅葉丘文化センター圏域である。

## 地理
府中市東部に位置し、多磨霊園の南方および西武多摩川線多磨駅の西に広がる住宅地。南から時計回りに白糸台、若松町、多磨町、朝日町に隣接する。

### 地価
住宅地の地価は、2015年（平成27年）1月1日の公示地価によれば、紅葉丘3丁目31番8の地点で26万9,000円/m2となっている。

## 歴史
1889年（明治22年） の町村制施行から府中市発足までは北多摩郡多磨村に属していた。1954年（昭和29年）4月1日に府中市成立により府中市の一部となり、1964年（昭和39年）に従前の大字人見・小田分・上染屋・車返の各一部から成立した。

### 地名の由来
小字の紅葉ヶ岡より。

## 世帯数と人口
2018年（平成30年）1月1日現在の世帯数と人口は以下の通りである。
| 丁目         | 世帯数    | 人口    |
| ------------ | --------- | ------- |
| 紅葉丘一丁目 | 1,362世帯 | 3,167人 |
| 紅葉丘二丁目 | 1,125世帯 | 2,437人 |
| 紅葉丘三丁目 | 1,303世帯 | 2,943人 |
| 計           | 3,790世帯 | 8,547人 |

## 小・中学校の学区
市立小・中学校に通う場合、学区は以下の通りとなる。
| 丁目         | 番地 | 小学校         | 中学校         |
| ------------ | ---- | -------------- | -------------- |
| 紅葉丘一丁目 | 全域 | 府中第十小学校 | 府中第二中学校 |
| 紅葉丘二丁目 | 全域 | 府中第十小学校 | 府中第二中学校 |
| 紅葉丘三丁目 | 全域 | 白糸台小学校   | 府中第二中学校 |

## 交通

### 鉄道

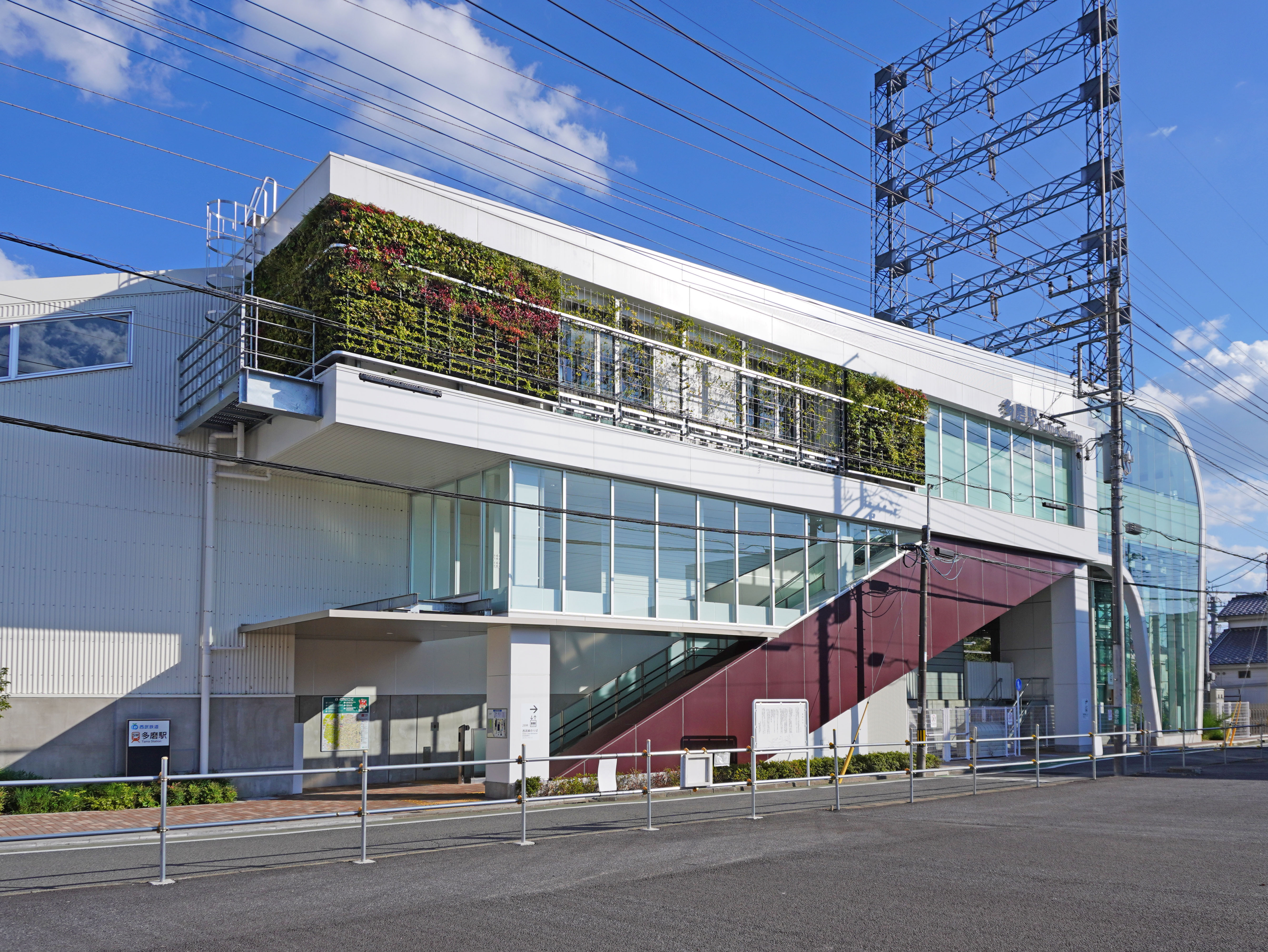
多磨駅西口

| 街区内の駅                   |
| ---------------------------- |
| 西武多摩川線 - 多磨駅(SW 03) |

- 西武多摩川線多磨駅[9]
町域の東端に位置する。線路や駅舎等は紅葉丘三丁目だが、路線バスが発着する東口ロータリーは朝日町二丁目となる。

### バス
町域内のバス路線とバス停は以下の通り。
- 京王バス 武95・武85・磨01系統
  - （多磨霊園駅方面） - 紅葉ヶ丘 - 多磨霊園表門 - （免許試験場・武蔵小金井駅方面）
- 府中市コミュニティバス「ちゅうバス」多磨町ルート
  - （府中駅・東府中駅方面） - 紅葉丘文化センター - 多磨霊園表門 - （多磨町方面）

多磨駅のバス停は東口（朝日町側）に設置されており、上記いずれの路線も多磨駅には乗り入れない。

### 道路
- 人見街道（東京都道110号府中三鷹線
- 府中市道 - 霊園南参道、多磨霊園東通り、あんず通り

## 施設
- 府中市立府中第二中学校
- 都営府中紅葉丘三丁目アパート
- 醫王山泉龍寺